# Epiblema simploniana
Epiblema simploniana es una especie de polilla del género Epiblema, familia Tortricidae.
Fue descrita científicamente por Duponchel, in Godart en 1835. Es originaria de Europa y el noroeste de América.